# فوزية المرعي
فوزية المرعي (1948 - 18 مارس 2024) هي كاتبة وشاعرة وقاصة وكاتبة روائية سورية.

## حياتها ونشأتها
من مواليد محافظة الرقة. منذ صغرها، انصبّت اهتماماتها على المجال الأدبي، كونها نشأت في عائلة تقدّر الأدب والفنون والثقافة عموماً. كتبت الشعر والنثر والقصة القصيرة، والرواية أيضاً، إلا أنها تأخرت في طباعة نتاجها الأدبي، حيث أصدرت أول كتبها المطبوعة عام 1998، لتتالى بعدها بقية أعمالها.

## عضوية
- عضو اتحاد الكتاب العرب
- عضو جمعية العاديات

## مؤلفاتها[11]
· قناديل الوجد (خواطر وتأملات ) ج1 دار المقدسية حلب 1998ـ ج2 مطبعة الاتحاد بالرقة 1999
· غريبة بين الشاهدة والقبر ـ رواية ـ دار المقدسية بحلب 1999
· بحيرة الشمع ـ مجموعة قصصية ـ مطبعة الاتحاد بالرقة 1999
· خلف ذاكرة الإبصار ـ مجموعة قصصية ـ دار النمير دمشق
· الهباري ـ مجموعة قصصية ـ دار قرطاج طرطوس 2002
· رهدن الصمت ـ مجموعة شعرية ـ دار قرطاج طرطوس 2002
· الرشفات ـ مجموعة قصصية ـ مطبعة اتحاد الكتاب دمشق 2005
· قارب عشتار ـ رواية وثائقية ـ من توتول إلى ماري ـ دار الطليعة 2007

## وصلات خارجية
تعرف إلى المسيرة الأدبية للشاعرة السورية الراحلة فوزية المرعي